# Жулидово (посёлок железнодорожной станции)
Жулидово — поселок железнодорожной станции в Ершовском районе Саратовской области. Входит в состав Новокраснянского муниципального образования. 

## География
Находится у железнодорожной линии Мокроус-Ершов на расстоянии примерно 11 километров по прямой на запад от районного центра города Ершов.

## История
Официальная дата основания 1921 год. По другим данным разъезд Жулидово был основан в1894 году в двух верстах от хутора землевладельца И. П. Жулидова, в честь которого и назвали разъезд, а потом и новую станцию. В 1897 году в Жулидове проживало 13 человек.

## Население
Постоянное население составило 44 человека (русские 45%, казахи 30%) в 2002 году, 25 в 2010.